# Eesha Karavade

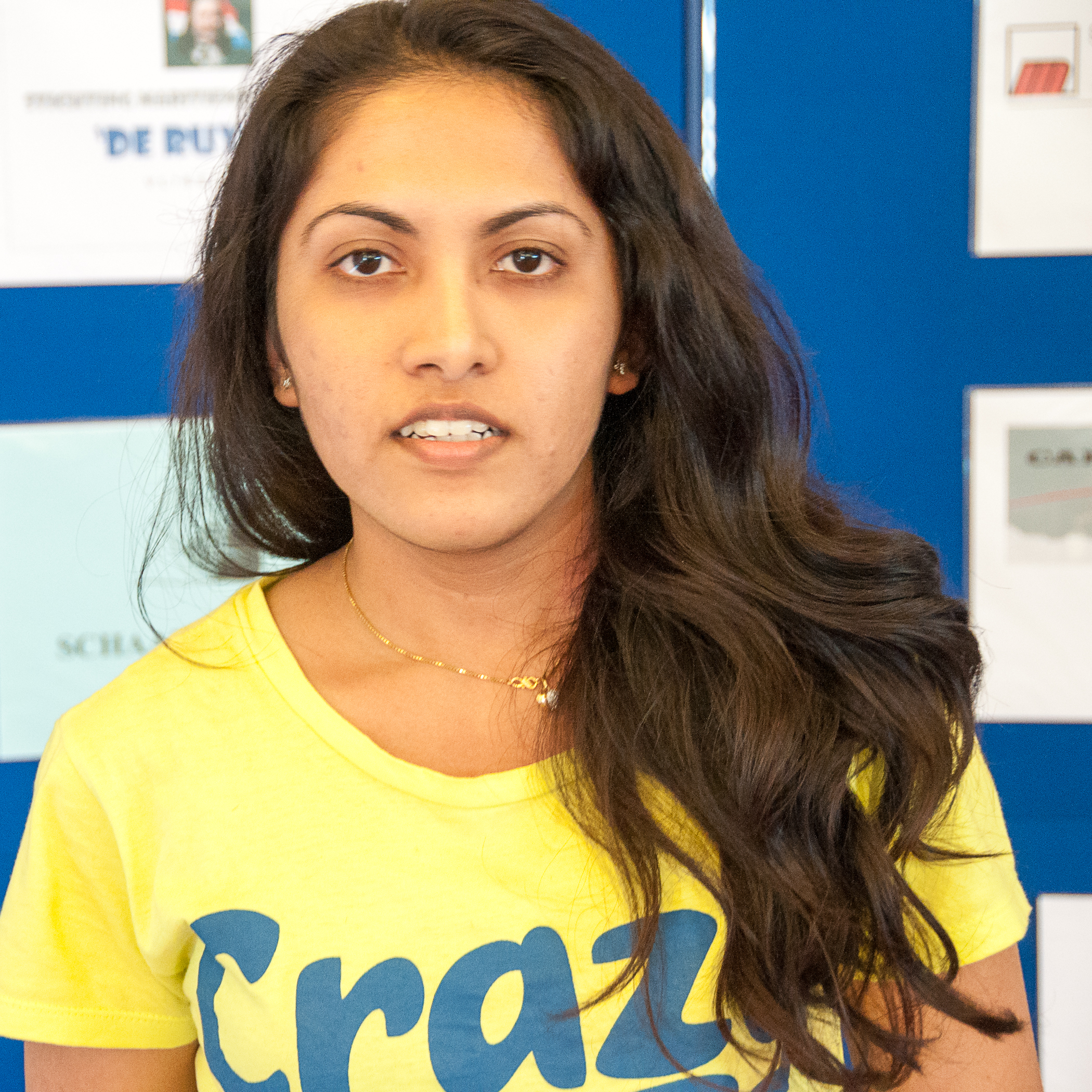
Eesha Karavade in 2011

Eesha Karavade, voluit Eesha Sanjay Karavade, (Pune, Maharashtra, 21 november 1987) is een Indiase schaakster. Ze is sinds 2010 Internationaal Meester (IM) en sinds 2005 grootmeester bij de vrouwen (WGM).

## Resultaten
- In 2000 nam ze deel aan de Britse jeugdkampioenschappen in Street, waaraan ook kan worden deelgenomen door leden van de Commonwealth. Ze won de titel in de categorie voor meisjes tot 14 jaar en ook in de algemene categorie voor jeugdschakers tot 14 jaar.
- In 2004 ontving ze van de regering van Maharashtra de Shiv Chhatrapati Award.
- In 2004 werd ze in Kochi bij het Wereldkampioenschap schaken voor junioren (tot 20 jaar) derde achter Jekaterina Korboet en Elisabeth Pähtz.
- In 2011 nam ze in Mashhad (Iran) deel aan het Aziatisch vrouwenkampioenschap. Ze eindigde als derde, achter Dronavalli Harika en Phạm Lê Thảo Nguyên.[2]
- In 2011 behaalde ze een gouden medaille op het Commonwealth schaakkampioenschap, gehouden in Zuid-Afrika.[3]
- In 2011 werd ze in Chennai met 8 pt. uit 11 tweede in het door WGM Mary Ann Gomes gewonnen 38e Velammal National Women's Premier schaakkampioenschap. Tania Sachdev eindigde als derde.[4][5]

## Titel en rating
In november 2003 verwief zij de titel Internationaal Meester bij de vrouwen (WIM) verliehen. De normen hiervoor behaalde ze bij het Indiase vrouwenkampioenschap in januari 2003 in Mumbai, bij de Aziatische kampioenschappen in april 2003 en bij het WK voor junioren tot 20 jaar in juli 2003 in Nachitsjevan.
Ze was per oktober 2005 de achtste Indiase die grootmeester bij de vrouwen (WGM) werd. De normen hiervoor behaalde ze middels een derde plaats bij het WK junioren in november 2004, bij het Dubai Open in april 2005, waarbij ze o.a. won van GM Aleksandr Aresjtsjenko, en bij het 23e Schaakfestival in Balatonlelle in juni 2005.
Tussen juli 2006 en september 2009 behaalde Eesha Karavade zes normen voor de titel Internationaal Meester (IM). In november 2009 bereikte ze ook de hiervoor noodzakelijke Elo-rating 2400, waarna in april 2010 de titel verleend werd. De eerste IM-norm bereikte ze in juli 2006 bij het 11e Internationaal Open toernooi van Balaguer, de tweede 4 weken later bij het 3e IGB Dato Arthur Tan Malaysia Open in Kuala Lumpur, de derde in april 2007 bij het 9e Dubai Open, de vierde in juni 2008 bij het Internationaal Open toernooi in Philadelphia, de vijfde in juli 2009 bij het internationale kampioenschap van Parijs en de zesde in september 2009 bij deelname aan het WK landenteams voor vrouwen.
Bij het 40e World Open in juli 2012 in Philadelphia behaalde ze een GM-norm.
In februari 2015 was ze nummer vier op de Indiase Elo-rating-lijst van vrouwelijke schakers, achter Humpy Koneru, Dronavalli Harika en Tania Sachdev. In april 2014 stond ze met de Elo-rating 2414 op plaats 58 van de wereldranglijst van schaaksters.

## Nationale teams
Bij de Schaakolympiade 2010 in Chanty-Mansijsk speelde ze aan het derde bord van het Indiase vrouwenteam, bij de Schaakolympiade 2012 in Istanboel speelde ze aan het tweede bord van het als vierde eindigende Indiase team, bij de Schaakolympiade 2014 in Tromsø aan het derde bord.
Met het Indiase nationale vrouwenteam nam ze deel aan het Aziatische teamkampioenschap in 2003 in Jodhpur, in 2009 in Calcutta, in 2012 in Zaozhuang en in 2014 in Tabriz, waarbij India in 2009 en 2012 met Eesha Karavade spelend aan bord 2, en in 2014 met Eesha Karavade spelend aan bord 3, als tweede eindigde. In 2014 behaalde het vrouwenteam hier ook een gouden medaille op het onderdeel blitzschaak en een zilveren medaille op het onderdeel rapidschaak.
Bij het WK landenteams voor vrouwen van 2009 in Ningbo kreeg ze een individuele zilveren medaille voor haar resultaat, 6 pt. uit 9, aan bord 3, zonder verliespartijen. In 2013 speelde ze bij het WK landenteams, gehouden in Astana, aan het eerste bord van het Indiase vrouwenteam.
Bij de indoor Azië-spelen van 2009 in Hanoi was ze lid van het Indiase schaakteam. Bij de Azië-spelen van 2010 in Guangzhou was ze lid van het Indiase vrouwen-schaakteam.

## Externe koppelingen
- (en)   Informatie over schaakpartijen van Eesha Karavade op ChessGames.com
- (en)   Informatie over schaakpartijen van Eesha Karavade op 365chess.com
- (en)  FIDE-ratinggegevens voor Eesha Karavade